# 王謙 (1900年)
王謙（1900年—1973年8月24日），男，河北永年人，中国人民解放军将领、中国人民解放军开国少将。
曾任中国人民解放军北京军区后勤部财务部政委。1955年，授予中国人民解放军少将。